# Ikšķile (novads)
Ikšķile est un novads de Lettonie, situé dans la région de Vidzeme. En 2009, sa population est de 8 346 habitants.